# NGC 4135
NGC 4135 је спирална галаксија у сазвежђу Ловачки пси која се налази на NGC листи објеката дубоког неба.
Деклинација објекта је + 44° 0' 13" а ректасцензија 12h 9m 8,8s. Привидна величина (магнитуда) објекта NGC 4135 износи 14,1 а фотографска магнитуда 14,9. NGC 4135 је још познат и под ознакама MCG 7-25-32, CGCG 215-34, PGC 38601.